# Municipio de East Hopewell
El municipio de East Hopewell (en inglés: East Hopewell Township) es un municipio ubicado en el condado de York en el estado estadounidense de Pensilvania. En el año 2000 tenía una población de 2,209 habitantes y una densidad poblacional de 41 personas por km².

## Geografía
El municipio de East Hopewell se encuentra ubicado en las coordenadas 39°48′00″N 76°29′58″O / 39.80000, -76.49944.

## Demografía
Según la Oficina del Censo en 2000 los ingresos medios por hogar en la localidad eran de $58,194 y los ingresos medios por familia eran $61,734. Los hombres tenían unos ingresos medios de $42,006 frente a los $30,417 para las mujeres. La renta per cápita para la localidad era de $21,540. Alrededor del 3,4% de la población estaban por debajo del umbral de pobreza.